# Sessa (idrologia)

Un'onda stazionaria (nera) è il risultato della somma di due onde che si propagano in direzioni opposte (blu e rosso).

La sessa è un movimento periodico originato da un'onda stazionaria in una massa d'acqua chiusa o parzialmente chiusa. Le onde di sessa ed i fenomeni ad esse correlati sono stati osservati su laghi, bacini, riserve, piscine, baie, porti e mari. Il requisito fondamentale per la formazione di una sessa è che il corpo idrico sia almeno parzialmente delimitato, consentendo così la formazione dell'onda stazionaria.
Il termine fu promosso dall'idrologo svizzero François-Alphonse Forel nel 1890, che fu il primo a fare osservazioni scientifiche sull'effetto nel lago di Ginevra. La parola ha origine dal termine dialettale svizzero-francese seiche che significa "oscillare avanti e indietro", che sembra essere stato a lungo utilizzato nella regione per descrivere le oscillazioni dei laghi alpini.
Le onde di sessa consistono in moti oscillatori che si originano in conseguenza di improvvisi abbassamenti della pressione atmosferica. Le onde di sessa nei porti possono essere causate da onde di lungo periodo o di infragravità, che sono dovute all'interazione delle onde subarmoniche non lineari con le onde del vento, che hanno periodi più lunghi delle onde generate dal vento che le accompagnano.

## Cause e natura
Le sesse sono spesso impercettibili ad occhio nudo e gli osservatori sulle barche in superficie possono non notare che una sessa si sta verificando a causa delle lunghezze d'onda estremamente lunghe.
L'effetto è causato da risonanze in un corpo idrico che è stato disturbato da uno o più fattori, il più delle volte effetti meteorologici (variazioni di vento e pressione atmosferica), attività sismica, o tsunami. La gravità cerca sempre di ripristinare la superficie orizzontale di un corpo idrico liquido, in quanto rappresenta la configurazione in cui l'acqua è in equilibrio idrostatico.
Il moto armonico verticale produce un impulso che percorre la lunghezza del bacino ad una velocità che dipende dalla profondità dell'acqua. L'impulso viene riflesso dall'estremità del bacino, generando interferenze. Riflessioni ripetute producono onde stazionarie con uno o più nodi, o punti, che non subiscono alcun movimento verticale. La frequenza dell'oscillazione è determinata dalle dimensioni del bacino, dalla sua profondità e contorni e dalla temperatura dell'acqua.
Il periodo naturale più lungo di una sessa è il periodo associato alla risonanza fondamentale per il corpo idrico corrispondente all'onda stazionaria più lunga. Per una sessa di superficie in un corpo d'acqua rettangolare chiuso, questo può essere stimato utilizzando la formula di Merian:
{\displaystyle T={\frac {2L}{\sqrt {gh}}}}
dove T è il periodo naturale più lungo, L è la lunghezza, h la profondità media del corpo idrico e g l'accelerazione di gravità. Ad esempio, il periodo per un'onda di sessa in un corpo d'acqua profondo 10 metri e lungo 5 chilometri sarebbe di 1000 secondi (circa 17 minuti), mentre un corpo idrico lungo circa 300 km (come il Golfo di Finlandia) e leggermente più profondo ha un periodo di oscillazione vicino alle 12 ore.
Si osservano anche armoniche di ordine superiore. Il periodo della seconda armonica sarà la metà del periodo naturale, il periodo della terza armonica sarà un terzo del periodo naturale, e così via.

## Osservazioni
Le sesse sono state osservate sia sui laghi che sui mari. Il requisito fondamentale è che il corpo idrico sia delimitato, almeno parzialmente, per consentire la formazione di onde stazionarie. Non è richiesta una regolarità geometrica: anche nei porti con forme estremamente irregolari sono abitualmente osservate oscillazioni con frequenze molto stabili.

### Laghi
Le sesse ritmiche basse sono quasi sempre presenti sui laghi più grandi. Sono di solito impercettibili tra i comuni schemi d'onda, tranne nei periodi di calma inusuale. Porti, baie ed estuari sono spesso inclini a piccole sesse con ampiezze di pochi centimetri e periodi di pochi minuti.
Tra gli altri laghi ben noti per le loro sesse regolari c'è il lago Wakatipu in Nuova Zelanda, che varia la sua altezza di superficie a Queenstown di 20 centimetri in un ciclo di 27 minuti. Le sesse possono formarsi anche in mari semichiusi:il Mare del Nord spesso sperimenta una sessa longitudinale con un periodo di circa 36 ore.
Differenze nel livello dell'acqua causate da una sessa sul lago Erie, registrate tra Buffalo, New York (rosso) e Toledo, Ohio (blu) il 14 novembre 2003. Il Servizio Meteorologico Nazionale emette consigli sulle acque basse per porzioni dei Grandi Laghi quando è probabile che si verifichino sesse di 2 piedi o superiori. Il lago Erie è particolarmente incline a sesse causate dal vento per via della sua scarsa profondità e del suo allungamento su un asse nord est-sud-ovest, che spesso corrisponde alla direzione dei venti prevalenti e quindi massimizza il recupero di questi venti. Questi possono portare a sesse estreme fino a 5 metri (16 piedi) tra le estremità del lago.
L'effetto è simile a quello di un'onda di tempesta causata dagli uragani lungo le coste dell'oceano, ma l'effetto sessa può causare oscillazioni avanti e indietro sul lago per un certo tempo. Nel 1954, i resti dell'uragano Hazel si accumulavano d'acqua lungo la riva nordoccidentale del lago Ontario vicino a Toronto, causando estese inondazioni, e stabilirono una sessa che successivamente causò inondazioni lungo la riva sud.
Le sesse dei laghi possono verificarsi molto rapidamente: il 13 luglio 1995, una grande sessa sul Lago Superiore ha fatto cadere il livello dell'acqua per poi risalire di tre piedi (un metro) in quindici minuti, lasciando alcune barche appese alle banchine sulle loro linee di ormeggio quando l'acqua si è ritirata. Lo stesso sistema di tempesta che nel 1995 provocò la sessa sul Lago Superiore produsse un effetto simile sul Lago Huron, in cui il livello dell'acqua a Port Huron cambiò di 6 piedi (1,8 m) in due ore. Sul Lago Michigan, otto pescatori furono spazzati via dai moli di Montrose e North Avenue Beaches e annegarono quando una sessa di 3 metri (10 piedi) colpì il lungomare di Chicago il 26 giugno 1954.
I laghi in zone sismicamente attive, come il lago Tahoe in California-Nevada, sono significativamente a rischio di sesse. Le prove geologiche indicano che le rive del lago Tahoe possono essere state colpite da sesse e tsunami alti fino a 10 metri (33 piedi) in epoca preistorica, e i ricercatori locali hanno chiesto che il rischio sia preso in considerazione nei piani di emergenza per la regione.
Sesse generate da terremoti possono essere osservate a migliaia di chilometri di distanza dall'epicentro. Le piscine sono particolarmente soggette a sismi causati da terremoti, poiché i tremori del terreno spesso corrispondono alle frequenze di risonanza di piccoli corpi d'acqua. Il terremoto del 1994 a Northridge in California ha causato l'esondazione di piscine in tutta la California meridionale. Il massiccio terremoto del Venerdì Santo che ha colpito l'Alaska nel 1964 ha causato sesse nelle piscine fino a Porto Rico. Il terremoto che colpì Lisbona, in Portogallo, nel 1755, causò sesse a 3.000 km di distanza in Loch Lomond, Loch Long, Loch Katrine e Loch Ness in Scozia e nei canali in Svezia. Il terremoto del 2004 nell'Oceano Indiano ha causato sesse nei corpi idrici stagnanti in molti stati indiani e in Bangladesh, Nepal e Thailandia settentrionale. Sesse sono state nuovamente osservate in Uttar Pradesh, Tamil Nadu e Bengala occidentale in India e in molte località del Bangladesh durante il terremoto del Kashmir del 2005.
Il terremoto dell'Assam-Tibet del 1950 è noto per aver generato sesse fino in Norvegia e Inghilterra meridionale. Altri terremoti nel subcontinente indiano noti per aver generato sesse includono il 1803 Kumaon-Barahat, 1819 Allah Bund, 1842 Bengala centrale, 1905 Kangra, 1930 Dhubri, 1934 Nepal-Bihar, 2001 Bhuj, 2005 Nias, 2005 terremoti sull'isola Teresa. Il terremoto del 27 febbraio 2010 in Cile ha prodotto una sessa sul lago Pontchartrain in Louisiana, con un'altezza di circa 0,5 piedi. Il terremoto di Sierra El Mayor del 2010 ha prodotto grandi sesse che si sono rapidamente trasformate in un fenomeno di internet.
Sesse fino ad almeno 1,8 m sono stati osservati a Sognefjorden, Norvegia, durante il terremoto di Tōhoku del 2011.
A partire dal 10 novembre 1985 in Argentina nel giro di pochi giorni l'acqua del lago salato Epicuèn (per salinità secondo al mondo solo al Mar Morto) coprì con una decina di metri la cittadina turistica di Villa Epecuén.

### Mari
Le sesse sono state osservate in mari come l'Adriatico e il Mar Baltico, portando rispettivamente alle inondazioni di Venezia e San Pietroburgo, in quanto entrambe le città sono state costruite su una palude bonificata. 

#### Mar Baltico
A San Pietroburgo, le inondazioni indotte da sesse sono comuni lungo il fiume Neva in autunno. La sessa è causata da una regione di bassa pressione nell'Atlantico settentrionale che si muove sulla terraferma, dando luogo a bassi cicloni sul Mar Baltico. La bassa pressione del ciclone attira quantità d'acqua superiori al normale nel Baltico, praticamente senza sbocco sul mare. Mentre il ciclone continua nell'entroterra, nel Baltico si formano onde lunghe e a bassa frequenza con lunghezze d'onda fino a diverse centinaia di chilometri. Quando le onde raggiungono la stretta e poco profonda Baia di Neva, diventano molto più alte e allagano i terrapieni del Neva.

#### Mar Adriatico

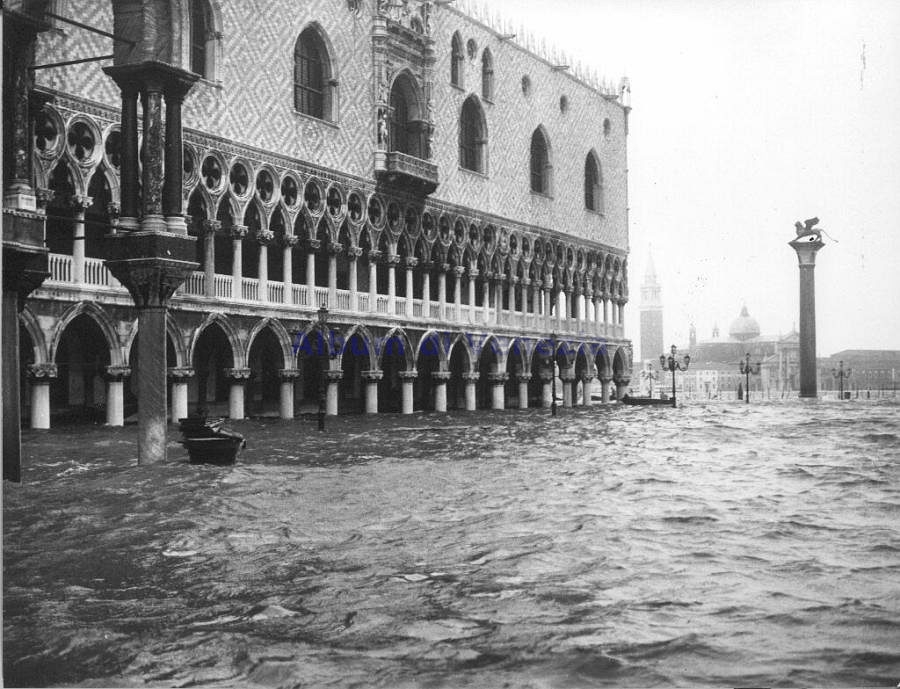
Immagine storica dell'alluvione di Venezia del 1966

Fenomeni simili sono osservati a Venezia, dando vita al Progetto MOSE, un sistema di 79 barriere mobili progettate per proteggere i tre ingressi alla Laguna di Venezia.
L'oscillazione fondamentale della sessa nel Mare Adriatico ha un periodo caratteristico di 21-22 ore circa; ve ne sono poi di secondarie, la più importante delle quali ha un periodo di circa 11 ore. Nei giorni successivi a una mareggiata, pur con una pressione atmosferica in aumento e in assenza di vento, grazie allo sfasamento di quasi 3 ore tra la periodicità astronomica della marea (oltre 24 ore) e la sessa (circa 21-22 ore), spesso l'oscillazione può trovarsi in fase con il massimo di marea astronomica e produrre acqua alta, in alcuni casi con massimi del livello superiori a quello verificatosi durante la mareggiata.
Il fenomeno delle sesse è particolarmente importante nell'analisi di particolari fenomeni di marea come l'acqua alta nell'Adriatico settentrionale. In casi particolari di ampie escursioni di marea, onde di sessa e venti di scirocco, nel Nord Adriatico si possono determinare notevoli innalzamenti del livello del mare sotto costa, come avvenne durante l'Acqua alta eccezionale del 4 novembre 1966.

#### Baia di Nagasaki
La Baia di Nagasaki è un'area tipica del Giappone, dove di tanto in tanto sono state osservate delle sesse, il più delle volte in primavera e specialmente a marzo. Il 31 marzo 1979, la stazione di Nagasaki ha registrato uno spostamento massimo del livello dell'acqua di 2,78 metri (9,1 piedi), in quel punto a causa della sessa. Lo spostamento massimo del livello dell'acqua in tutta la baia durante questo evento si presume che abbia raggiunto i 4,70 metri sul fondo della baia. Le sesse nel Kyushu occidentale - tra cui la baia di Nagasaki - sono spesso indotte da una bassa pressione atmosferica che passa a sud dell'isola di Kyushu. Le sesse della baia di Nagasaki hanno un periodo di circa 30 a 40 minuti. Le sesse non solo causano danni alla pesca locale, ma possono anche causare inondazioni della costa intorno alla baia e la distruzione delle strutture portuali.

#### Altri luoghi
A volte, gli tsunami possono produrre sesse a causa delle peculiarità geografiche locali. Ad esempio, lo tsunami che ha colpito le Hawaii nel 1946 ha avuto un intervallo di quindici minuti tra i fronti d'onda, mentre il periodo di risonanza naturale della baia di Hilo è di circa trenta minuti. Ciò significava che ogni seconda onda era in fase con il movimento della baia di Hilo, creando una sessa nella baia. Come risultato, Hilo ha subito danni peggiori di qualsiasi altro luogo delle Hawaii, con lo tsunami e la sessa combinati che hanno raggiunto un'altezza di 26 piedi lungo la costa di Hilo, uccidendo 96 persone nella sola città. Le onde di sessa possono continuare per diversi giorni dopo uno tsunami.
Le onde solitarie interne generate dalle maree (solitari) possono eccitare le sesse costiere nelle seguenti località: Magueyes Island a Porto Rico, Puerto Princesa a Palawan Island, Baia di Trincomalee nello Sri Lanka e nella baia di Fundy nel Canada orientale, dove le sesse causano alcune delle più alte fluttuazioni di marea registrate nel mondo. Esiste un meccanismo dinamico per la generazione di sesse costiere da onde interne in alto mare. Queste onde possono generare una corrente sufficiente alla rottura dello scaffale per eccitare le siches costiere.

### Onde interne sottomarine
Le sesse sono osservate anche sotto la superficie del lago che agisce lungo il termoclino in corpi d'acqua vincolati.
In analogia con la formula di Merian, il periodo atteso dell'onda interna può essere espresso come:
{\displaystyle T={\frac {2L}{c}}}       con       {\displaystyle c^{2}=g{\frac {\rho _{2}-\rho _{1}}{\rho _{2}}}{\frac {h_{1}h_{2}}{h_{1}+h_{2}}}}
dove T è il periodo naturale, L è la lunghezza del corpo idrico, {\displaystyle h_{1},h_{2}} gli spessori medi dei due strati separati da stratificazione (es. epilimnion e ipolimnion), {\displaystyle \rho _{1},\rho _{2}} le densità di questi due stessi strati e l'accelerazione della gravità.